# Marguerite Baldensperger
Pour les articles homonymes, voir Bonzon et Baldensperger.
Marguerite Baldensperger, née Marguerite Bonzon le 19 novembre 1882 et morte le 1er août 1936, est une femme de lettres française, épouse de l'universitaire Fernand Baldensperger, directrice de collection chez Plon et amie de Georges Clemenceau.

## Biographie
Marie-Marguerite Bonzon est née le 19 novembre 1882 d'Alfred Bonzon et de Blanche Berry dans une famille bourgeoise protestante. Son père est d'abord agent de change à Lyon avant de devenir banquier à Paris où il sera un des fondateurs du Crédit lyonnais.
Marguerite Bonzon reçoit « une éducation de jeune fille de bonne famille », effectue des études secondaires et étudie la musique.
Le 18 mars 1903, elle épouse Fernand Baldensperger qui deviendra professeur de littérature à la Sorbonne et mondialement connu. Le couple aura quatre enfants (Jean, Pierre, Marie-Claude et Pauline Anne dite Annette).
Les nombreux déplacements de son mari et son propre tempérament lui permettent d'être très autonome. Tout en élevant leurs quatre enfants, elle travaille dans l'édition. En novembre 1913, elle présente le mouvement féministe français à Boston.
Son mari est mobilisé comme officier durant la Première Guerre mondiale et sera démobilisé en 1916.

### Éditrice
Avant même la démobilisation de son époux, Marguerite Baldensperger, en collaboration avec Pierre Bucher, directeur de la Revue alsacienne illustrée et des Cahiers alsaciens, crée une « œuvre du Livre français en Alsace et en Lorraine ». En 1915, alors que son mari n'est pas encore démobilisé, elle crée avec lui, la collection «Écrivain français pendant la guerre» éditée chez Larousse. Le premier tome de cette collection est une anthologie d'articles de Maurice Barrès.
Elle devient éditrice chez Larousse puis chez Plon. Directrice de collection, elle souhaite intégrer des personnalités dans une collection nommée Le livre français en Alsace destinée à la jeunesse. Elle essuie les refus de Marie Curie et d'Anatole France.

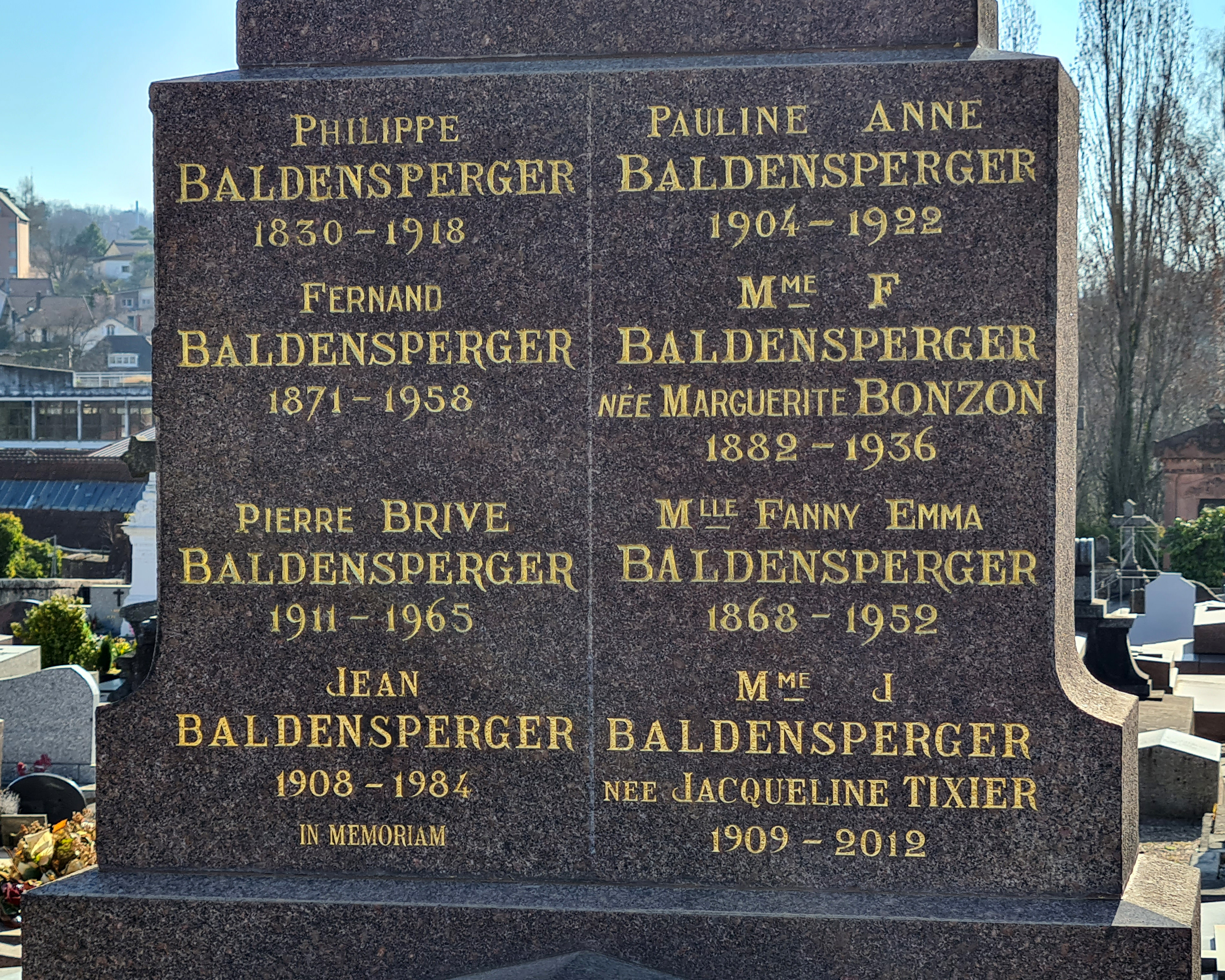
Tombe de Marguerite Baldensperger à Saint-Dié-des-Vosges.

Le 6 mars 1922, sa fille Annette, âgée de 17 ans, amoureuse d'un pasteur marié et plus âgé qu'elle, se suicide.

### Le dernier amour de Clemenceau
Souhaitant intégrer Georges Clemenceau dans sa collection, Marguerite Baldensperger lui écrit. La réponse est tardive, mais le « Père la Victoire » consent à la recevoir chez lui. Elle rencontre Clemenceau à Paris le 3 mai 1923. C'est une femme meurtrie par le suicide de sa fille que rencontre le président. Il refuse la proposition de Marguerite d'écrire sur Lincoln, Grant ou Foch et lui propose d'écrire sur l'homme d'État athénien Démosthène. Elle lui révèle sa détresse et Clemenceau lui propose un pacte en lui déclarant « Je vous aiderai à vivre, vous m’aiderez à mourir ». À partir de là naîtra une relation épistolaire avec près de 668 lettres, que certains qualifient de lettres d'amour, entre 1923 et 1929. Les lettres de Marguerite Baldensperger sont brûlées par Clemenceau à la demande de celle-ci.
Marguerite Baldensperger meurt d'un cancer le 1er août 1936,.

## Hommages
Depuis mai 2021, la rue Baldensperger de Saint-Dié-des-Vosges s'est complétée du prénom de Marie-Marguerite Baldensperger afin de la différencier du groupe scolaire tout proche qui porte quant à lui le nom de son mari Fernand Baldensperger. L'inauguration de la plaque de rue s'est faite en présence de sa descendance et de sa biographe Nathalie Saint-Cricq.
En 2021, la journaliste Nathalie Saint-Cricq publie Je vous aiderai à vivre, vous m’aiderez à mourir, un roman sur la relation entre Marguerite Baldensperger et Georges Clemenceau. En 2023, le roman est adapté à la télévision par Lorraine Lévy : Clemenceau, la force d'aimer. Marguerite Baldensperger est interprétée par Émilie Caen et Clemenceau par Pierre Arditi.